# Liste der Biografien/Hartr
Liste der Biografien |
Portal Biografien |
Personensuche
# |
A |
B |
C |
D |
E |
F |
G |
H |
I |
J |
K |
L |
M |
N |
O |
P |
Q |
R |
S |
T |
U |
V |
W |
X |
Y |
Z |
?
 
Ha |
Hd |
He |
Hi |
Hj |
Hk |
Hl |
Hm |
Hn |
Ho |
Hr |
Hs |
Ht |
Hu |
Hv |
Hw |
Hy
 
Haa |
Hab |
Hac |
Had |
Hae–Haf |
Hag |
Hah |
Hai |
Haj |
Hak |
Hal |
Ham |
Han |
Hao |
Hap |
Haq |
Har |
Has |
Hat |
Hau |
Hav |
Haw |
Hax |
Hay |
Haz
 
Hara |
Harb |
Harc |
Hard |
Hare |
Harf |
Harg |
Harh |
Hari |
Harj |
Hark |
Harl |
Harm |
Harn |
Haro |
Harp |
Harr |
Hars |
Hart |
Haru |
Harv |
Harw |
Harx |
Hary |
Harz
 
Harta |
Hartb |
Hartd |
Harte |
Hartf |
Hartg |
Harth |
Harti |
Hartj |
Hartk |
Hartl |
Hartm |
Hartn |
Harto |
Hartr |
Harts |
Hartt |
Hartu |
Hartv |
Hartw |
Harty |
Hartz
Die Liste der Biografien führt alle Personen auf, die in der deutschsprachigen Wikipedia einen Artikel haben. Dieses ist eine Teilliste mit 12 Einträgen von Personen, deren Namen mit den Buchstaben „Hartr“ beginnt.

## Hartr

### Hartra
- Hartrad, Erwin († 1410), Ratsherr und Bürgermeister von Frankfurt am Main
- Hartranft, Alfred (1847–1930), deutscher Kommunalpolitiker und Landtagsabgeordneter
- Hartranft, Glenn (1901–1970), US-amerikanischer Kugelstoßer und Diskuswerfer
- Hartranft, John (1830–1889), US-amerikanischer Politiker
- Hartranft, Julius (1844–1906), deutscher Pädagoge und Landtagsabgeordneter
- Hartrath, Medard (1858–1928), deutscher Weingutsbesitzer und Politiker (Zentrum), MdR

### Hartre
- Hartree, Douglas (1897–1958), britischer Mathematiker und Physiker

### Hartri
- Härtrich, Ernst (1871–1928), deutscher Jurist und Politiker (Meininger Bauernverein, Thüringer Landbund), MdL
- Hartrich, Marco (* 1972), deutscher Richter und politischer Beamter (Bündnis 90/Die Grünen)
- Hartridge, Julian (1829–1879), US-amerikanischer Politiker

### Hartro
- Hartrodt, Kurt (1891–1974), deutscher Politiker (SPD), MdA
- Hartrott, Ludwig von (1829–1910), preußischer General der Kavallerie